# Phaea flavovittata
Phaea flavovittata là một loài bọ cánh cứng trong họ Cerambycidae.